# Sankta Eugenia katolska församling

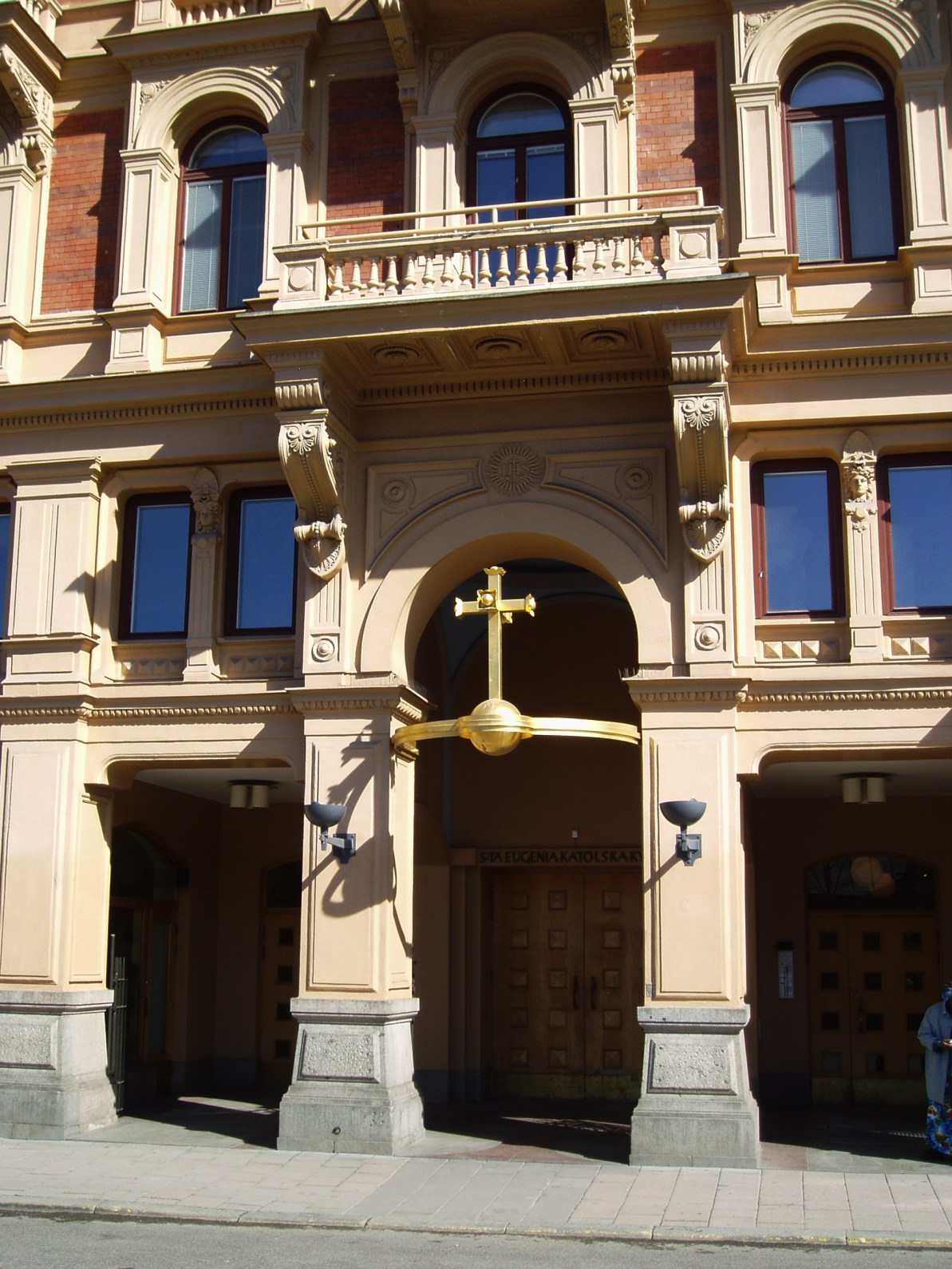
S:ta Eugenia, huvudentrén

Sankta Eugenia är en romersk-katolsk församling i Stockholms katolska stift, med en kyrka på Kungsträdgårdsgatan 12 i Stockholm. Prästerna tillhör Jesuitorden. 
Församlingen är med cirka 10 000 medlemmar Sveriges äldsta och största katolska församling i kontinuerligt bruk, grundad 1783 av Nicolas Oster, apostolisk vikarie i dåvarande Apostoliska vikariatet i Sverige. Till församlingens tidigare präster hör bland andra Bernhard zu Stolberg och Erwin Bischofberger. Kyrkoherde sedan 2013 är Dominik Terstriep S.J. 

## Byggnader och byggnadshistorik
Sedan Gustav III år 1783 gett utländska katoliker religionsfrihet i Sverige hade ett kapell inrymts i Södra stadshuset, det nuvarande Stadsmuseet.

### Sankta Eugenia katolska kapell
Från Södra stadshuset kunde församlingen år 1837 flytta till en egen kyrka vid Norra Smedjegatan, även kallad Eugeniakapellet, vigd till den heliga Eugenia, abbedissa (700–735) vid klostret Mont Odile i Alsace.
Som en följd av Norrmalmsregleringen revs den första kyrkan på Norra Smedjegatan på 1960-talet för att ge plats åt köpcentret Gallerian, och församlingen fick omlokaliseras. 

### Sankta Eugenia katolska kyrka
1979 påbörjades bygget av en ny kyrkolokal i fastigheten från 1887 på Kungsträdgårdsgatan 12, med inflyttning 1982. 
Flera föremål i kyrkans interiör härstammar från den förra kyrkan, bland annat tabernaklet (sakramentshuset), en gåva från ärkehertigen Maximilian Josef av Österrike-Este år 1842. Korset som står rest i korets golv är tillyxat av virke från den gamla kyrkans takbjälkar; det bär en Kristus-gestalt från 1200-talets Dalarna. Dopfunten i älvdalsporfyr är en gåva av konung Karl XIV Johan och drottning Desideria år 1838 och fanns redan i kyrkan på Norra Smedjegatan.

## Diskografi
Inspelningar av musik i kyrkan.
- Underbar en stjärna blid / Norrefalk, Mats, gitarr;  Samuelsson, Ulf, orgel; S:ta Eugenia vokalensemble. CD. Naxos 8.572340. 2009. - Ingår även i en box Jul, jul, strålande jul utgiven 2013.